# Zana Muhsen
Zana Muhsen (Birmingham, 7 luglio 1965) è una scrittrice inglese.

## Biografia
All'età di 15 anni, insieme a sua sorella di 14, fu venduta dal padre e fatta sposare a un ragazzo yemenita, e trattenuta contro la sua volontà in un piccolo villaggio dello Yemen per 8 anni. Nel 1988, grazie alle ricerche e alle pressioni della madre, che era all'oscuro della scelta del padre riguardo alle figlie, fu data loro la possibilità di tornare in Inghilterra, proposta che fu tuttavia rifiutata da Nadia, che decise di restare nello Yemen, per non essere costretta, come lo fu sua sorella Zana, a lasciare i suoi figli. Zana, infatti, divorziando, dovette rinunciare alla custodia di suo figlio Marcus, che tentò con tutte le sue forze di riavere per poterlo crescere, cercando nello stesso momento di liberare sua sorella Nadia e i suoi figli: prima del 2000 ne aveva partoriti sei, più volte a rischio della sua stessa vita.
Nel 1992 Zana Muhsen scrisse il libro Vendute, in cui racconta la sua storia e quella di sua sorella, e nel 2000 Ti salverò!, nel quale riferisce gli sforzi suoi e della madre per liberare Nadia, nel tentativo di far sapere al mondo la triste situazione dei bambini venduti, resi schiavi e sottoposti a continue violenze, ancora oggi, nel terzo millennio.
Nel 2015 Zana sul suo profilo Instagram ha annunciato che Nadia, i suoi figli e Marcus, hanno fatto ritorno nel Regno Unito.